# Scotopteryx similaria
Scotopteryx similaria är en fjärilsart som beskrevs av John Henry Leech 1897. Scotopteryx similaria ingår i släktet backmätare, och familjen mätare. Inga underarter finns listade.